# Большой мост
Большой мост — арочный мост через долину реки Флон в швейцарском городе Лозанне. Соединяет площадь Сан-Франсуа с кварталом Бель-Эр.
План нового моста был разработан местным архитектором Адрианом Пишаром в 1836 году. Мост через Флон вместе с тоннелем в соседнем квартале Барр должен был обеспечить транспортную связь города в северном направлении на Берн и Ивердон. Для реализации идеи Пишара было предложено несколько проектов моста. В 1836 году кантональный парламент ратифицировал соглашение с муниципалитетом. Возведение моста начато в 1839 году. В 1841 году Адриан Пишар умер. В 1844 году строительство было завершено. Стоимость работ составила 407 тыс. швейцарских франков, в том числе 130 тыс. за счёт муниципального бюджета.
Построен из камня. Первые несколько лет носил имя автора проекта — мост Пишара. Позднее благодаря своим размерам получил название Большого моста. До 1874 года имел два уровня арок высотою 25 метров, под мостом протекала река Флон. В 1892 и 1933 годах мост был расширен. В 1896 году через мост начал курсировать трамвай.